# المعجم الفهرس لالفاظ الاصول من کافی
المعجم الفهرس لالفاظ الاصول من کافی کتابی از علیرضا برازش است که در سال ۱۳۶۷ منتشر و در مراسم کتاب سال جمهوری اسلامی ایران به‌عنوان کتاب برگزیده معرفی شد.